# Mieczysław Szewczyk
Mieczysław Szewczyk (ur. 11 września 1962 w Oświęcimiu) były polski piłkarz grający na pozycji pomocnika.
W barwach chorzowskiego Ruchu rozegrał 263 mecze, strzelając 36 bramki w Ekstraklasie. Z Ruchem zdobył Mistrzostwo Polski w 1989.
2 września 1987 wystąpił jedyny raz w reprezentacji Polski w meczu przeciwko Rumunii.